# Paroxya
Paroxya es un género de saltamontes de la subfamilia Melanoplinae, familia Acrididae, y está asignado a la tribu Melanoplini. Este género se distribuye en Estados Unidos, y en varias islas del Caribe y del Atlántico norte.

## Especies
Las siguientes especies pertenecen al género Paroxya:
- Paroxya atlantica Scudder, 1877
- Paroxya bermudensis Rehn, 1909
- Paroxya clavuligera (Serville, 1838)
- Paroxya dissimilis Morse, 1905
- Paroxya hoosieri Blatchley, 1892
- Paroxya paroxyoides (Scudder, 1897)